# Sven Holm
Bror Sven Otto Holm, även Sven Strömersten Holm, född 12 juni 1954 i Malmö, död 11 september 2022  i Malmö, var en svensk regissör och skådespelare.

## Biografi
Sven Holm växte upp i Malmö och filmdebuterade som skådespelare i Sveriges televisions tv-serie Sommarflickan 1976. Han utexaminerades från Statens scenskola i Malmö 1979, där han gick i samma klass som bland andra Philip Zandén, Ann Petrén, Göran Forsmark och Reine Brynolfsson. Han var därefter verksam som skådespelare och även regissör vid Stockholms stadsteater 1979–1993. Där kom han direkt att arbeta mycket med Göran O Eriksson och teaterns mångåriga "Elisabetanska" projekt, med bland annat Shakespeares En midsommarnattsdröm (1979), den uppmärksammade sverigepremiären på Peter Shaffers Amadeus (1981) och John Cairds produktion av Shakespeares Som ni vill ha det (1984; även filmatiserad för Sveriges Television). Han medverkade även i Suzanne Ostens och Unga Klaras stora satsning på Stanislawa Przybyszewskas Affären Danton (1986).  
Han medverkade på tv bland annat i ett antal serier som "Lars-Ola Borg" i Jonas Cornells Babels hus (1981), "Carsten" i Varuhuset (1988-1989), "Pilot" i Lars Molins Tre kärlekar (1989-1991), "Herbert Lysholm" i Fritiof Nilsson Piratens Tre terminer (1991), "Reuterholm" i Ragnar Lyths Macklean (1993), "Jan" i Rederiet (1995), "Carsten" i Mitt sanna jag (1995), "Rune Marklund" i Skeppsholmen och "Bengtsson" i Hipp Hipp!-serien Itzhaks julevangelium (2006). 
1995 började han även regissera för tv med avsnitt av Rena rama Rolf och andra serier, däribland Vita lögner (1997) och En ängels tålamod (2001). Han gjorde även en egen tv-teaterversion av Molières Tartuffe – hycklaren (1997) med Robert Gustafsson i titelrollen. Efter återflytt till Malmö på senare 1990-talet medverkade han bland annat till att starta upp dansk tv-serieproduktion för i Danmark nylanserade TV3 med avsnitt av Tre på toppen (1997) och framför allt en dansk version av svenska serien Vita lögner (1998–2001). Han arbetade även som regissör för scenen i Skåne, bland annat Eslövsrevyn och Sommarteatern i Ängelholm. Sommaren 2022 regisserade han musikalen Chess - på svenska med stjärnensemble på Helsingborg Arena.

## Filmografi

### Regi
- 1995 – Rena rama Rolf (TV-serie)
- 1996 – Vänner & Fiender (TV-serie)
- 1997 – Tartuffe - hycklaren
- 1997 – Vita lögner (TV-serie)
- 1997 – Tre på toppen (TV-serie, Danmark)
- 2001 – En ängels tålamod (TV-serie)
- 1998–2001 – Hvide løgne (TV-serie, Danmark)

### Roller (urval)
- 1976 – Sommarflickan (TV-serie)
- 1979 – Våning för 4 (TV-serie)
- 1981 – Babels hus (TV-serie)
- 1983 – Limpan
- 1985 – August Strindberg ett liv (TV-serie)
- 1986 – I lagens namn
- 1987 – Träff i helfigur (TV-serie)
- 1988 – Livsfarlig film
- 1988–1989 – Varuhuset (TV-serie)
- 1989 – Tre kärlekar (TV-serie)
- 1990 – Kaninmannen
- 1991 – Tre terminer (TV-serie)
- 1991 – Infödingen
- 1993 – Macklean (TV-serie)
- 1994 – Den vite riddaren
- 1994-1995 – Rederiet (TV-serie)
- 1995 – Mitt sanna jag’’ (TV-serie)
- 1999 – Sjön
- 2004 – Skeppsholmen (TV-serie)
- 2006 – Wallander – Hemligheten
- 2006 – Itzhaks julevangelium (TV-serie)
- 2011 – Getingdans
- 2013 – Bron (TV-serie)

## Teater

### Roller (ej komplett)
| År   | Roll                | Produktion                                | Regi                | Teater                 |
| ---- | ------------------- | ----------------------------------------- | ------------------- | ---------------------- |
| 1979 | Demetrius           | En midsommarnattsdröm William Shakespeare | Göran O. Eriksson   | Stockholms stadsteater |
| 1982 | Heintz              | Agnes Bernauer Franz Xaver Kroetz         | Johan Bergenstråhle | Stockholms stadsteater |
| 1984 | En jägare Hortensio | Så tuktas en argbigga William Shakespeare | Marianne Rolf       | Stockholms stadsteater |
| 1985 | Guglielmo           | Sommarnöjet Carlo Goldoni                 | Göran O Eriksson    | Stockholms stadsteater |